# St. Margaretha (Hecken)

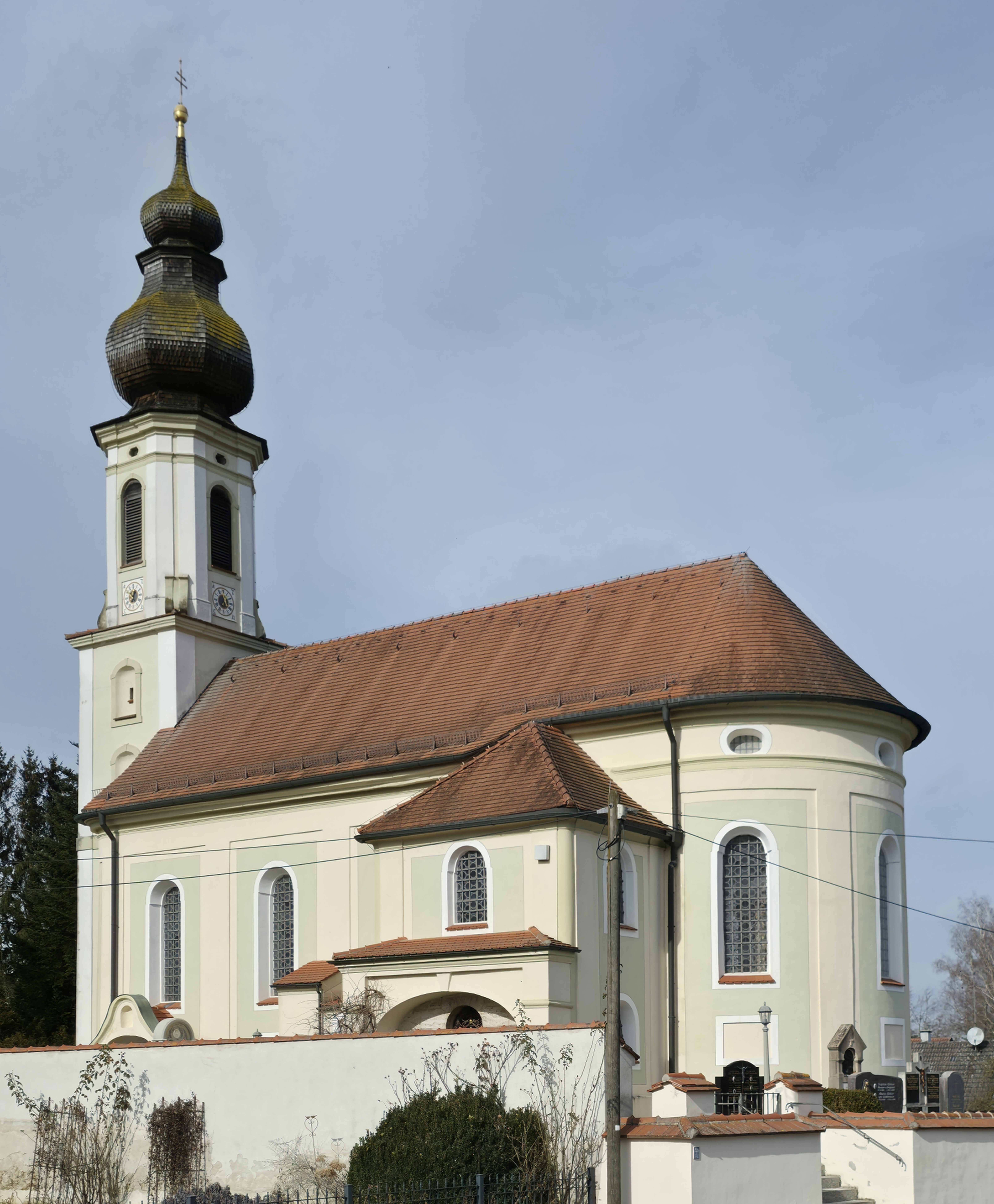
St. Margaretha in Hecken

Innenraum mit Blick zum Hochaltar

Die römisch-katholische Filialkirche St. Margaretha steht in Hecken, einem Gemeindeteil von Bockhorn im oberbayerischen Landkreis Erding. Das Bauwerk ist in der Liste der Baudenkmäler in Bockhorn (Oberbayern) als Baudenkmal unter der Nr. D-1-77-113-13 eingetragen. Die Kirche gehört zum Dekanat Erding im Erzbistum München und Freising. Kirchenpatronin ist Margareta von Antiochia, eine der vierzehn Nothelfer. 

## Geschichte und Architektur
Die barocke Saalkirche wurde 1754/55 nach einem Entwurf von Johann Baptist Lethner anstelle eines älteren Vorgängerbaus errichtet. Sie besteht aus dem Langhaus, dem eingezogenen, halbrund geschlossenen Chor im Osten, der Sakristei an der Südwand des Chors, einem kleinen Vorbau an der Südwand des Langhauses und dem Fassadenturm im Westen. Die Fassaden sind mit Lisenen gegliedert. Das oberste Geschoss des mit einer Welschen Haube bedeckten Turms besitzt abgeschrägte Ecken und enthält den Glockenstuhl.

## Ausstattung
Der Innenraum ist mit einem Stichkappengewölbe überspannt. Die Fresken an der Decke stammen von Franz Joseph Aiglsdorffer. Die reich dekorierten Seitenaltäre, die Kanzel und der Hochaltar sind in den Formen des Rokoko gestaltet. Das Retabel des Hochaltars wird von den Skulpturen des Stephanus und des Laurentius von Rom flankiert. Auf dem Altarbild ist Margareta von Antiochia dargestellt.

## Orgel

Innenraum mit Blick zur Orgel

Die rein mechanische Schleifladen-Orgel mit vier Registern auf einem Manual und Pedal stammt aus Freising. Sie wurde vermutlich von Martin Binder nach 1882 umgebaut und um ein Pedalregister erweitert. Die Disposition lautet:
| Manual C–f3 |    |
| Gedackt     | 8′ |
| Salicional  | 8′ |
| Fugara      | 4′ |

| Pedal C–c |    |            |
| Bass      | 8′ | [ Anm. 1 ] |

Anmerkungen
1. ↑  hinzugefügt